# 古澤明
古澤明（日语：／ Furusawa Akira ?，1961年12月1日—），日本物理學家，專長非线性光学、量子光学。現任東京大學教授。紫綬褒章表彰。

## 生平
古澤明於1961年誕生於日本埼玉縣。1984年東京大學工學部物理工學科畢業。1986年東京大學大學院工學系研究科物理工學専攻的碩士修了。進入尼康公司。
1988年至1990年間，古澤擔任東京大学尖端科學技術研究中心研究員。1991年獲得工學博士學位（東京大學）。1996年至1998年間，擔任加州理工學院客座研究員。在加州理工期間，古澤完成了量子隱形傳態實驗。儘管世界第一次量子隱形傳態實驗是由UCSB的D. Bouwmeester所完成的，但「完全狀態」的量子隱形傳態則是由古澤實現的。
古澤瑜2000年擔任返回東大任教，2004年成功控制3粒子間的量子纏結。2009年增加為9粒子。2013年將成功率提高了100倍。

## 經歷
- 1961年　誕生於埼玉縣大宮市[2]
- 1984年　東京大學工學部物理工學科畢業
- 1986年　東京大學大學院工學系研究科物理工學専攻 碩士課程修了。進入尼康公司
- 1988年 - 1990年　東京大學尖端科學技術研究中心研究員
- 1991年　東京大學工學博士
- 1996年 - 1998年　加州理工學院客座研究員
- 2000年　東京大學大學院工學系研究科物理工學専攻副教授
- 2007年　東京大學大學院工學系研究科物理工學専攻教授

## 榮譽
- 2005年 - 「東京化工技術論壇21」金獎。
- 2005年 - 久保亮五記念獎。
- 2007年 - 日本學術振興會獎。
- 2007年 - 日本學士院學術獎勵獎。
- 2008年 - International Quantum Communication Award
- 2011年 - Palacky University medal
- 2014年 - 東麗科学技術獎
- 2016年 - 紫綬褒章[3]。